# Strongylosoma bertkaui
Strongylosoma bertkaui är en mångfotingart som beskrevs av Karl Wilhelm Verhoeff 1892. Strongylosoma bertkaui ingår i släktet Strongylosoma och familjen orangeridubbelfotingar. Inga underarter finns listade i Catalogue of Life.